# Dera Ghazi Khan
Pour les articles homonymes, voir Dera, Ghazi et Khan (homonymie).
Dera Ghazi Khan (en ourdou : ڈیرہ غازی خان ; Dera Ghāzi Khān) est une ville pakistanaise, et capitale du district de Dera Ghazi Khan, dans la province du Pendjab. Avec près de 500 000 habitants et une croissance exceptionnelle, c'est la troisième plus grande ville du sud de la province.

## Histoire
La ville de Dera Ghazi Khan porte le nom de son fondateur Ghazi Khan, un chef féodal baloutche originaire de Multan. Fondée au XVe siècle, la municipalité est officiellement créée en 1867 sous le Raj britannique. Largement détruite par les inondations de 1909, la « nouvelle ville » est fondée en 1911. Lors de l'indépendance vis-à-vis de l'Inde en 1947, la population majoritairement musulmane soutient la création du Pakistan et des minorités sikhes et hindoues quittent la ville.

## Population
La population s'élevait à 190 542 habitants selon un recensement de 1998. En 2017, le recensement indique une population de 399 064 habitants, soit une croissance annuelle de 4,0 % depuis 1998, bien supérieure à la moyenne nationale de 2,4 %. La ville a donc connue une croissance exceptionnelle, l'un des plus dynamiques du pays. En 2023, la population de la ville monte à 494 464 habitants.
Elle est la 17e plus grande ville de la province du Pendjab et la 23e au niveau national.
Près de 81 % des habitants parlent le saraiki et 12 % ont l'ourdou pour langue maternelle, tandis qu'on compte quelques minorités Baloutches parlant baloutchi (5 %).
Essentiellement musulmane, la ville compte une toute petite minorité chrétienne, comptant environ 1 500 fidèles en 2023.
Le taux d'alphabétisation s'élève à 67 % en 2023 (contre une moyenne nationale de 61 %), dont 71 % pour les hommes et 62 pour les femmes.
|            | 1972 (rec.) | 1981 (rec.) | 1998 (rec.) | 2017 (rec.) | 2023 (rec.) |
| ---------- | ----------- | ----------- | ----------- | ----------- | ----------- |
| Population | 72 343      | 102 007     | 190 542     | 399 064     | 494 464     |

## Économie

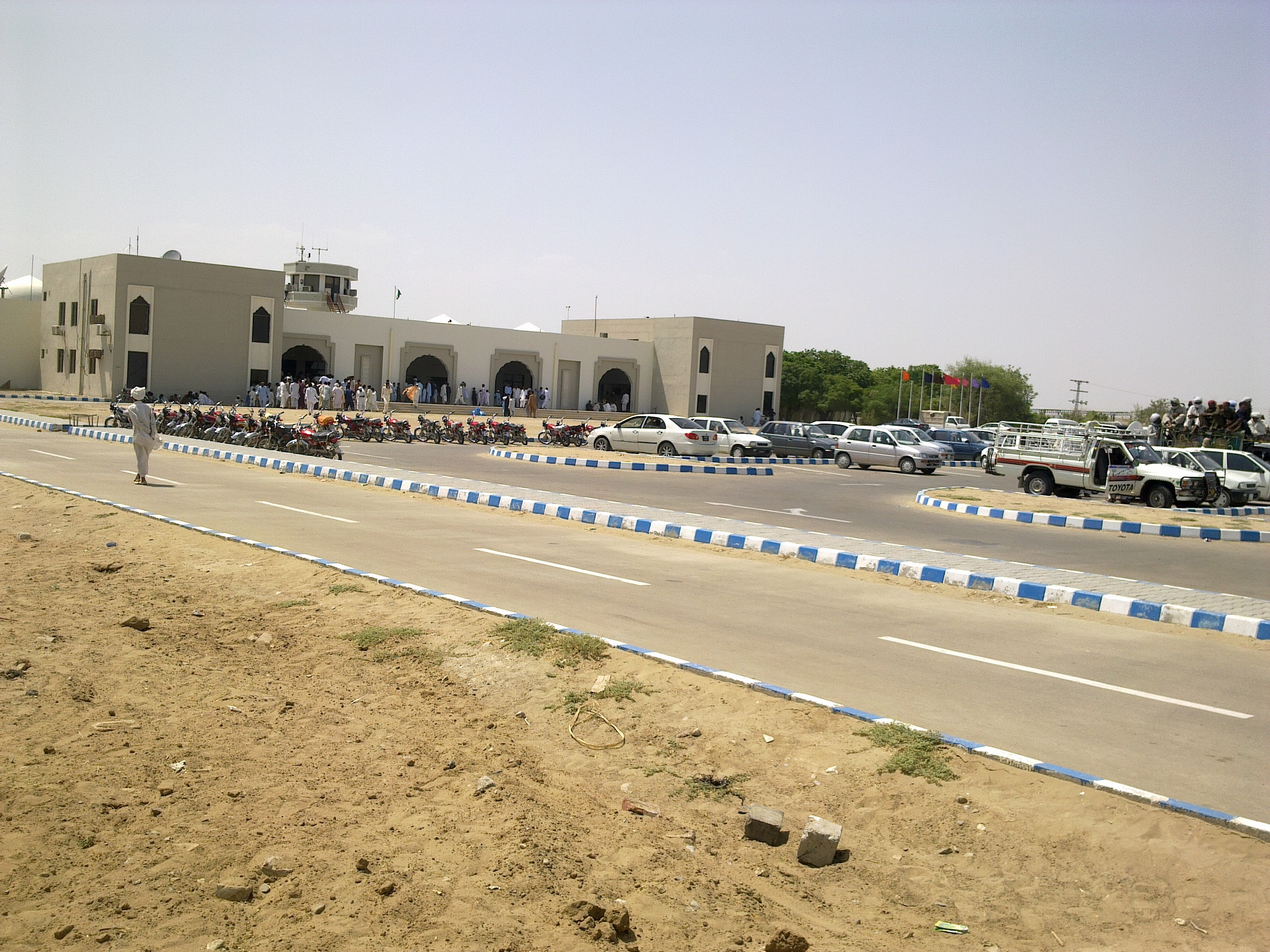
L'aéroport de Dera Ghazi Khan.

### Transports
Dera Ghazi Khan est reliée avec le nord et le sud du pays par une ligne ferroviaire. Une autre ligne se dirige vers l'est reliant la ville à Multan, située à 80 kilomètres. La ville est également desservie par deux routes nationales. L'aéroport de Dera Ghazi Khan est situé à 20 kilomètres au sud de la ville, et possède six vols réguliers vers des villes pakistanais, dont quatre vers Karachi.

### Industries
La ville possède des entreprises d'industrie textile, de produits chimiques. Elle produit notamment du coton, et du Ghî.